# Исмаилов, Исмаил Хажаевич
Исмаил Хажаевич Исмаилов (1 октября 1978, с. Бакни, Дахадаевский район, Дагестанская АССР, РСФСР, СССР) — российский армрестлер, призёр чемпионата мира.

## Спортивная карьера
Армрестлингом занимается с 1995 года под руководством Гасана Алибекова. В начале ноября 2000 года на чемпионате мира в Финляндии занял второе место на правой руке в весовой категории до 65 кг. В середине марта 2001 года занял 7 место на чемпионате России в Махачкале.

## Личная жизнь
В 1995 году окончил среднюю школу в селе Сутбук. В 2000 году окончил Дагестанский государственный университет, юридический факультет.